# Friedrich Karl von Langenau

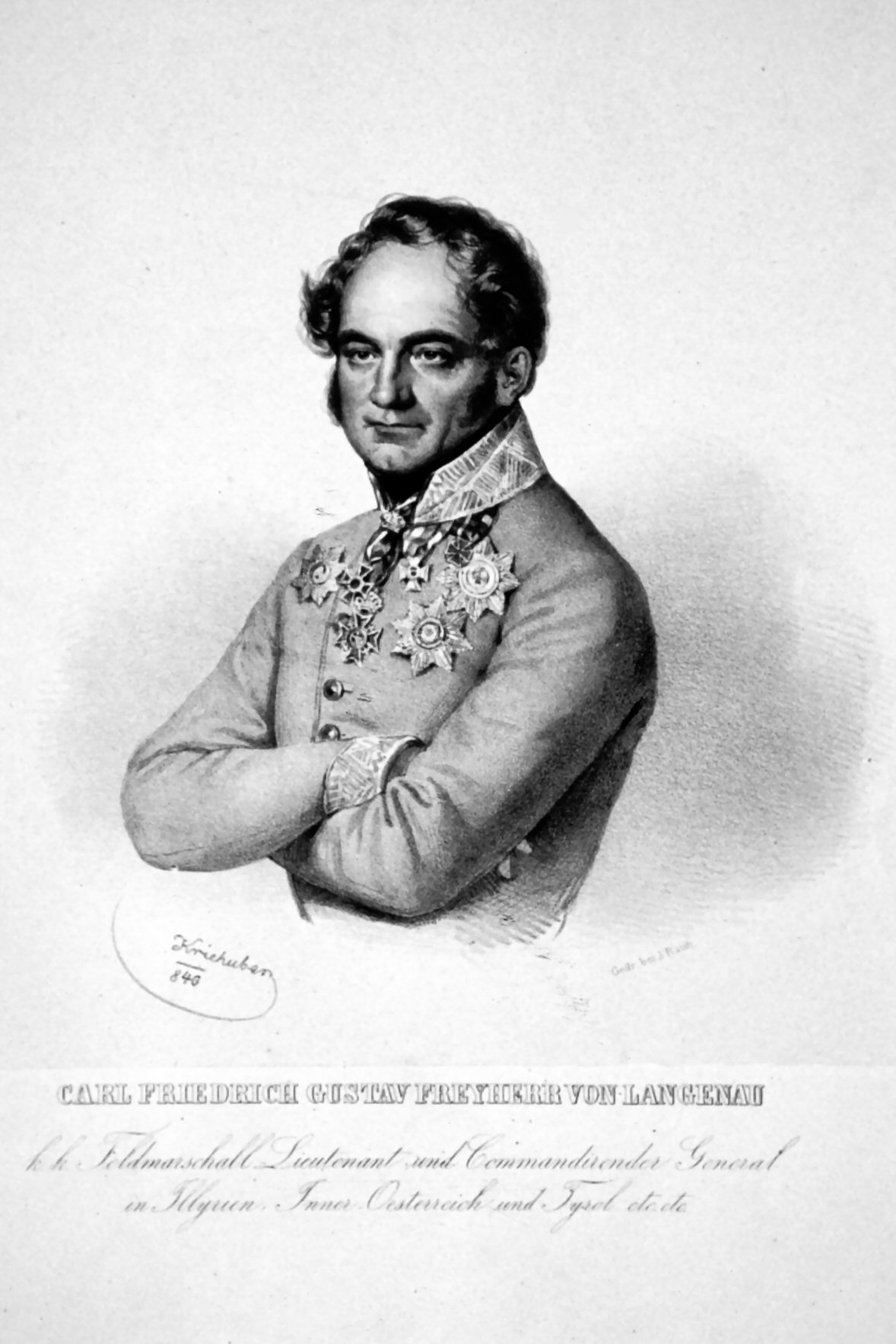
Karl Friedrich Gustav von Langenau, Lithographie von Josef Kriehuber, 1840

Friedrich Karl Gustav August Freiherr von Langenau (* 7. November 1782 in Dresden; † 4. Juli 1840 in Graz) war ein k. k. Wirklicher Geheimer Rat und Kämmerer, Feldmarschallleutnant, Kommandierender General in Illyrien, Innerösterreich und Tirol, Inhaber des Linien-Infanterie-Regiments Nr. 49 und Theresienritter. Er war auch Diplomat und Militärschriftsteller.

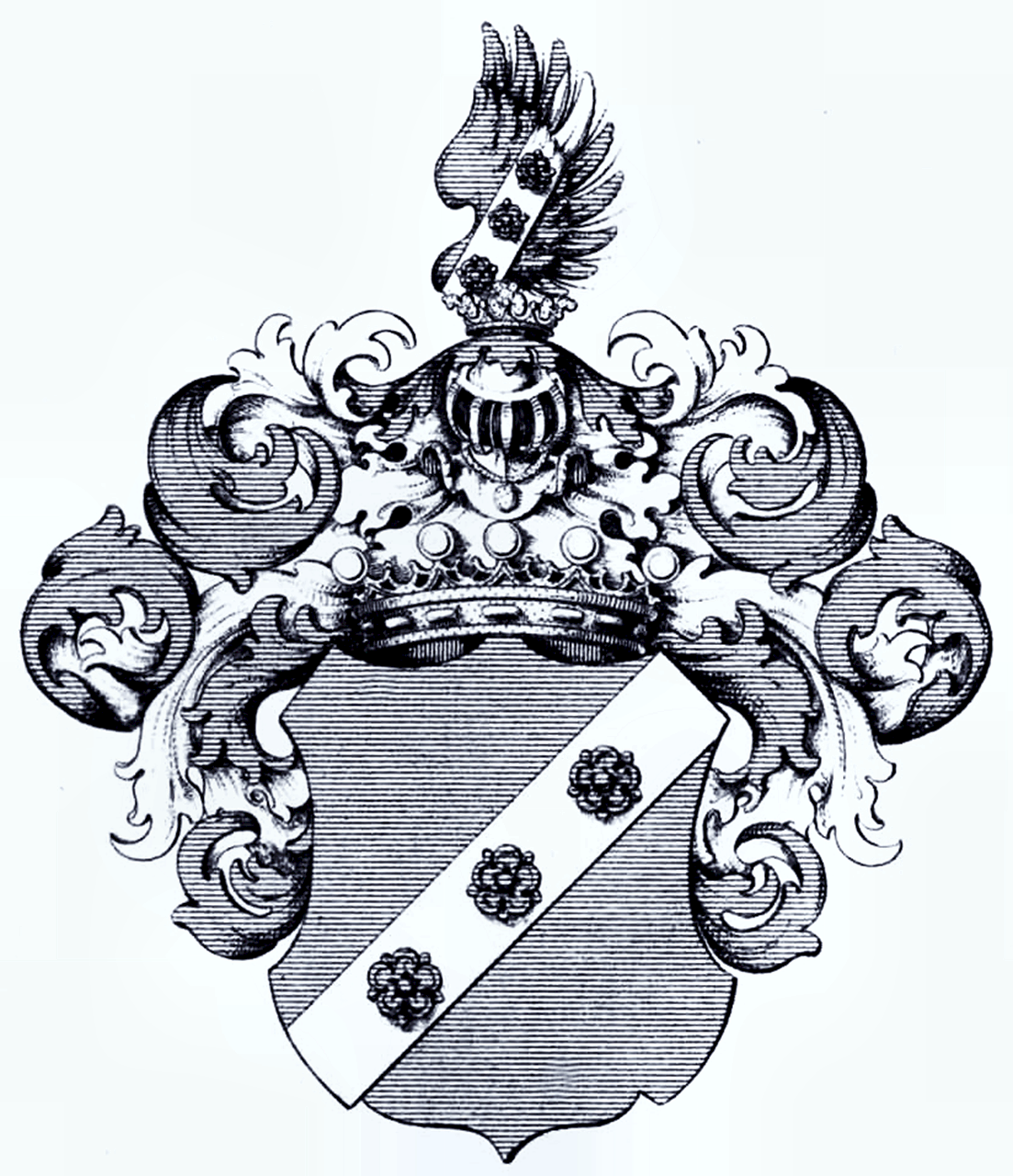
Wappen der Freiherrn von Langenau 1827

## Herkunft und Familie
Friedrich entstammte einer adligen Familie aus Schlesien und war der Sohn des Gottlob Bernhard von Langenau (* 7. März 1737; † 10. Juni 1794), kursächsischer Generalleutnant und Inspektor der Infanterie und des Festungsbaus, der mit Friederike Alexandrine (1759–1804), Tochter des preußischen Oberstleutnants und residierenden Kommendators des Johanniterordens auf Lagow Friedrich Wilhelm von Pannwitz (1719–1790), verheiratet war. Auch sein Bruder Wilhelm Eduard Georg (* 14. Oktober 1787; † 26. Dezember 1860) betrat die Militärlaufbahn und wurde am 8. Oktober 1859 mit dem Titel eines Feldmarschalleutnants ad honores pensioniert.
Der General war mit Sarah von Sturtz († 1851) vermählt. Aus dieser Ehe gingen zwei Töchter Marie Alexandrine (* 30. Oktober 1811), vermählt 1840 mit dem Geheimen Rat und Feldzeugmeister (19. Februar 1864) Karl Freiherr von Mertens (* 25. Juli 1803; † 25. März 1874) und Carolina (* 23. Oktober 1813), Ehrendame des Theresien-Ordens sowie der Sohn Ferdinand (1818–1881) hervor. Letzterer war ein österreichischer außerordentlicher Gesandter und Ministre plénipotentiaire sowie General der Kavallerie.

## Biographie

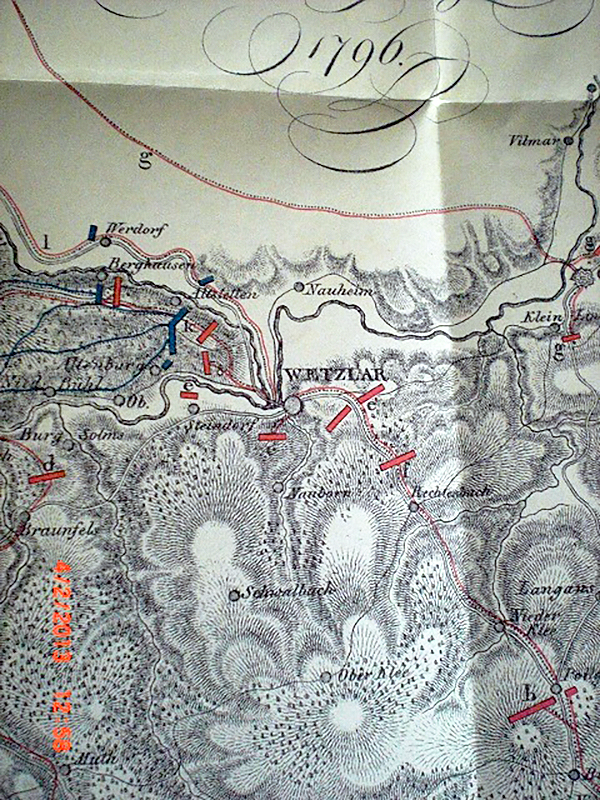
Schlacht von Wetzlar

### In Sachsen
Langenau trat mit erst 13 Jahren als Fähnrich 1795 in die kursächsische Armee ein in welchem er 1796 den Feldzug gegen Frankreich mitmachte und in der Schlacht bei Wetzlar focht. Danach kämpfte er in den Reihen der sächsischen Armee in den Rheinfeldzügen, in der preußisch-französischen Kampagne der Jahre 1807 und 1808 und in jener des Jahres 1809 in Österreich, wo er zum Oberstleutnant und Flügeladjutanten des Königs avancierte. Im Jahr 1810 war er bereits Oberst der Infanterie und Souschef des Generalstabs und bekleidete schon zum 1. Januar 1811 den hohen Posten eines Generalmajors und Generaladjutanten von König Friedrich August I. Im Feldzug gegen Russland Anno 1812 fungierte er in der Eigenschaft eines Chefs des Generalstabs der sächsischen Armee im 7. Korps der französischen Armee unter Jean-Louis Graf Reynier, welchem diese zugeordnet war. Für sein Wirken während des Feldzuges wurde Langenau am 10. Februar 1813 mit dem Kommandeurkreuz des Militär-St.-Heinrichs-Ordens beliehen.
Nach der Rückkehr des sächsischen Korps aus Russland und Polen bemühte er sich im Auftrag des Königs um die Anbahnung von Verhandlungen mit Österreich. Um die Unterhandlungen zwischen Sachsen und Österreich zu führen, begab sich Langenau nach Wien, wo er bereits eine Übereinkunft zwischen den genannten Staaten zu Stande gebracht hatte, als eine Wendung in der sächsischen Politik, da König Friedrich August I. die Abwendung von Napoleon nicht wagte, alles wieder vernichtete. Aus diesem Anlass bat der General um seinen Abschied aus dem sächsischen Militärdienst, den ihm der König auch gewährte (14. Mai 1813).

### In Österreich

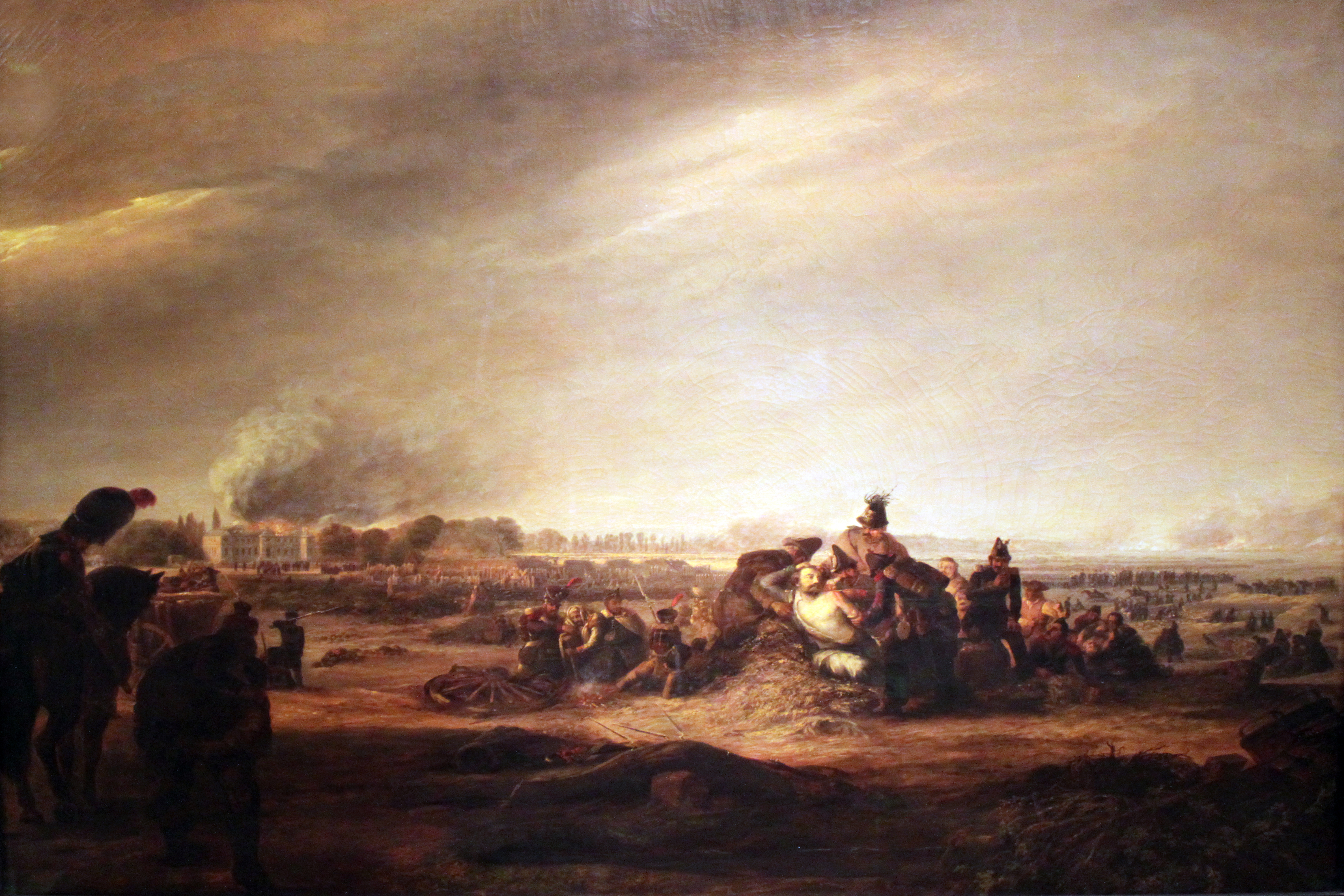
Schlacht um Dresden 1813

Langenau wurde am 2. Juni 1813 als Generalmajor in den österreichischen Militärdienst übernommen und fungierte als Generalquartiermeister – was der Stelle eines Chefs der Operationskanzlei entsprach – unter Feldmarschall Karl Philipp zu Schwarzenberg bzw. dessen Generalstabschef Feldmarschallleutnant Josef Wenzel Radetzky von Radetz. In dieser Eigenschaft arbeitete er an den Entwürfen für die Feldzüge 1813/14 maßgeblich mit. In der Schlacht um Dresden am 26. August 1813, war der Feldartilleriedirektor, Generalmajor Johann Wenzel von Frierenberger schon im Anbeginn des Kampfes schwer verwundet worden, was eine zweckmäßige Aufstellung der Batterien an zu verhindern drohte. Langenau bot sich nun freiwillig an, die Leitung des Geschützes für die Dauer des ganzen Kampfes zu übernehmen. Nachdem sein Antrag angenommen worden, ging er an dessen Ausführung. Sich selbst an die Spitze der Batterien stellend, führte er seine Leute unter dem starken Feuer des Feindes in ihre Aufstellung, die so klug gewählt war, dass das feindliche Geschütz in zwei Redouten durch seine Artillerie vollkommen demontiert und der Angriff sowie Eroberung der feindlichen Schanzen durch die österreichischen Sturmkolonnen sofort ermöglicht wurde.

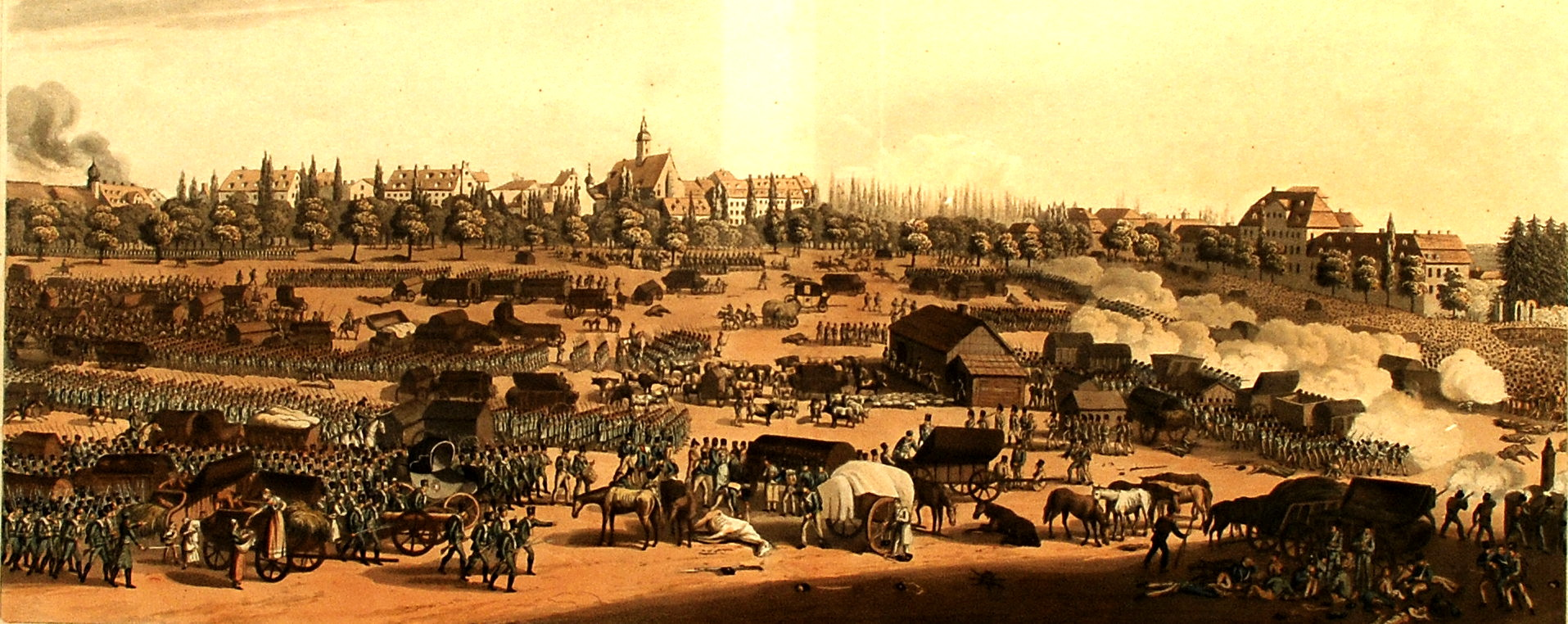
Leipzig nach der Völkerschlacht 1813

In gleicher Weise tat er sich in der Völkerschlacht bei Leipzig hervor, wo der Feldartilleriedirektor Feldmarschalleutnant Anton Freiherr von Reisner allein nicht im Stande war, die Aufstellung der Geschütze auf einem so ausgedehnten Schlachtfeld zu überwachen und zu leiten. Langenau übernahm die Aufstellung für die Kolonne des Zentrums und des linken Flügels, und als er sah, dass die einzeln stehenden Batterien durch das feindliche Feuer zu sehr litten, verband er aus eigenem Ermessen deren drei und vier und erzielte mit denselben eine so große Wirkung, dass die feindlichen Geschütze alsbald zum Schweigen gebracht wurden. Am letzten Schlachttage (18. Oktober 1813) war es er, der bei einer aus eigenem Antrieb vor Tagesanbruch vorgenommenen Rekognoszierung der feindlichen Stellung die Entdeckung machte, dass die französische Armee sich aus der Position vor Wachau vollkommen zurückgezogen hatte, was zuvor gar nicht bemerkt worden war. Indem er davon dem Feldzeugmeister Grafen Colloredo und dem Feldmarschalleutnant Grafen Hardegg, welcher die Avantgarde befehligte, unverzüglich Meldung machte, wurde von Letzterem sofort die Verfolgung des Feindes veranlasst und durch diese frühzeitige Anordnung ein entscheidender Vorteil für die österreichische Armee gewonnen. Er wurde noch auf dem Schlachtfeld von Leipzig mit dem Komturkreuz des Leopold-Ordens sowie dem russischen Orden der Heiligen Anna I. Klasse dekoriert.
Im letzten Gefecht bei Hochheim am 9. und 10. November 1813, übernahm er erneut freiwillig die Funktion eines Feldartilleriedirektors, nachdem der Kommandierende General die Verwendung von 13 Batterien gegen eine verschanzte Position des Feindes angeordnet hatte. Dabei bewirkte er eine so gelungene Aufstellung derselben, dass das feindliche Feuer in kurzer Zeit zum Schweigen gebracht worden war und die Infanterie, als sie den Sturm begann, kaum noch auf Gegenwehr stieß. Auch verhinderte seine Geistesgegenwart einen Zusammenstoß des von zwei verschiedenen Punkten in die Stadt eindringenden dritten und vierten Armeecorps, der ohne richtige Führung im Gewühl des Kampfes fast unvermeidlich war, indem er vom Pferde stieg und zu Fuß mit den vordersten Plänklern des dritten Armeekorps durch die Palisaden von Hochheim drängte und jede mögliche Unordnung durch sein Eingreifen vereitelte.

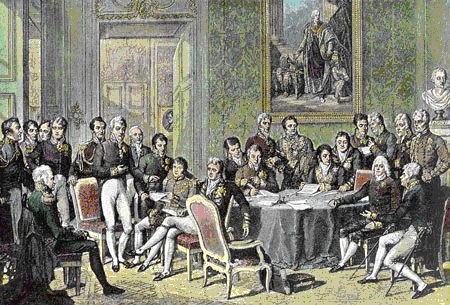
Wiener Kongress 1815

Nachdem ihm Feldherren wie Radetzky, Bianchi, Schwarzenberg, Hardegg und Gyulay schriftliche Anerkennungen sein heldenmütiges Verhalten in den vorausgegangenen Schlachten gegeben hatten, wurde er im Jahre 1815 nach einstimmigem Ausspruch des Ordenskapitels mit dem Ritterkreuz des Maria-Theresien-Ordens ausgezeichnet (88. bis 144. Promotion in den Jahren 1813–1816). In jenem Jahr war er Generalquartiermeister der österreichischen Armee am Oberrhein, wurde sodann 1816 zum Brigadier in Linz ernannt und von Feldmarschall Fürst Schwarzenberg mit der Abfassung der amtlichen Feldzugsgeschichte in der Zeit von 1813 bis 1815 betraut, wurde jedoch bald in die Militärkommission des Wiener Kongresses berufen, wo er auch Staatskanzler Fürst Metternich und dessen Berater Friedrich Gentz bei diplomatischen Missionen, insbesondere was die sächsische Frage betraf, zur Verfügung stand. Mit Genz verband ihn fortan eine tiefe Freundschaft.

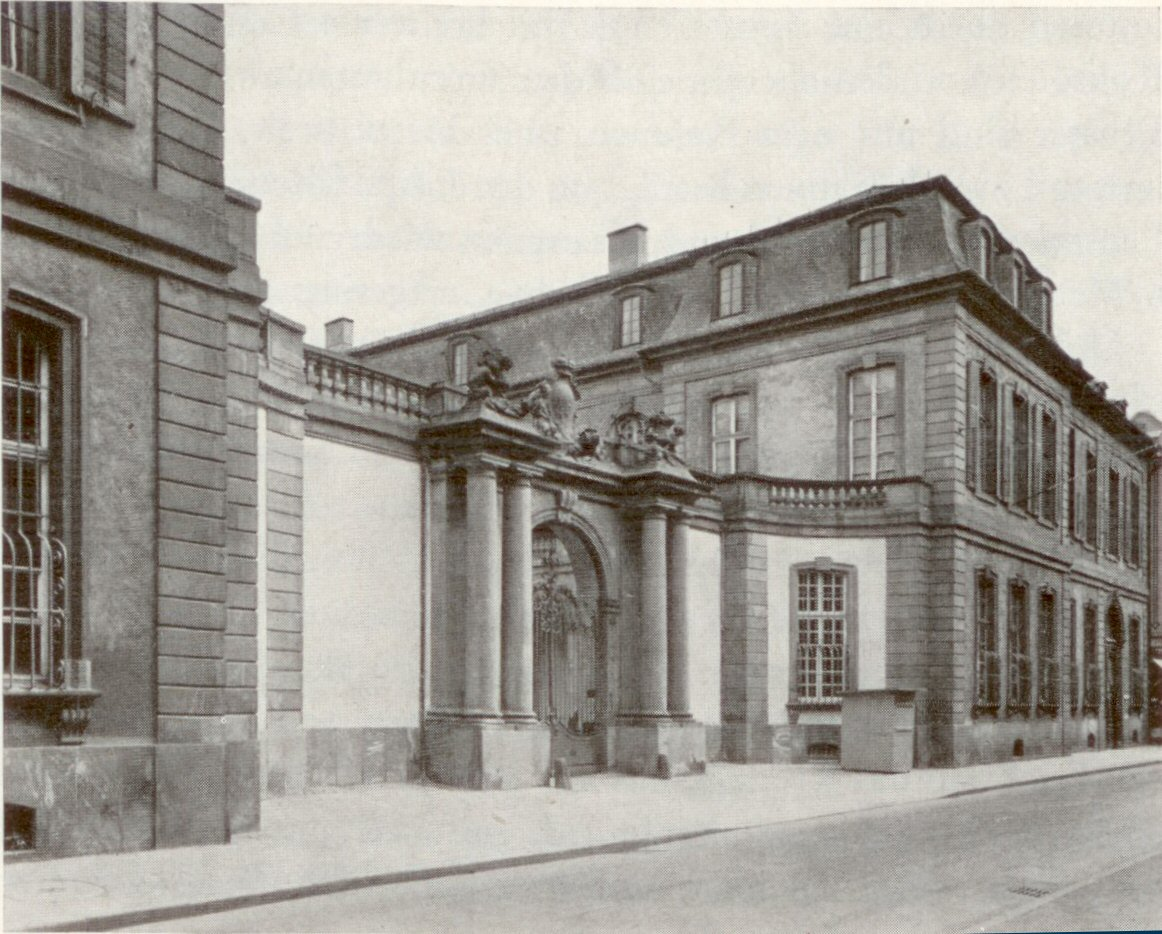
Das Palais Thurn und Taxis in Frankfurt, Sitz des Bundestages ab 1818

Auf Vorschlag Metternichs wurde er bereits im November 1818 nach Frankfurt am Main als österreichischer Bevollmächtigter und Vorsitzender bei der Militär-Zentral-Kommission der deutschen Bundesversammlung berufen, wo er bis 1829 wirkte. Er entwarf den Militär-Verfassungsplan des Deutschen Bundes und erarbeitete die Grundzüge zum Bau der Bundesfestungen. Nach einem Gerücht soll er der Autor über die kritischen Darstellung der Zustände am Bundestag verfasst haben, die im Mai 1822 in Zeitungen erschienen waren („Langenausche Note“), die in Wirklichkeit aber vom württembergischen Bundestagsgesandten Karl August von Wangenheim stammte. Nach weiteren Beförderungen und Ehrungen, so die Ernennung von 1824 zum Inhaber des Infanterieregiments Nr. 49 und 1825 jene zum kaiserlicher Kämmerer, avancierte Langenau am 27. November 1827 zum Feldmarschalleutnant und wurde am 6. Dezember 1827 in den erbländisch-österreichischen Freiherrnstand erhoben. Er übernahm 1829 eine Division in Ofen, wo ihn Erzherzog Ferdinand d’Este kennenlernte, dem er nun, als der Erzherzog im Jahre 1832 als Generalgouverneur nach Galizien ging, in der Eigenschaft eines Adlatus zugeteilt wurde und jenem drei Jahre später im Amt folgen sollte. Im Jahre 1833 erfolgte seine Ernennung zum Wirklichen Geheimen Rat. Er wurde 1839 als kommandierender General von Illyrien, Tirol und Innerösterreich nach Graz versetzt, wo er völlig unerwartet nur knapp ein Jahr später verstarb. Der Offizier hinterließ einen umfangreichen Bestand an Akten, Feldzugsjournalen und Manuskripten.

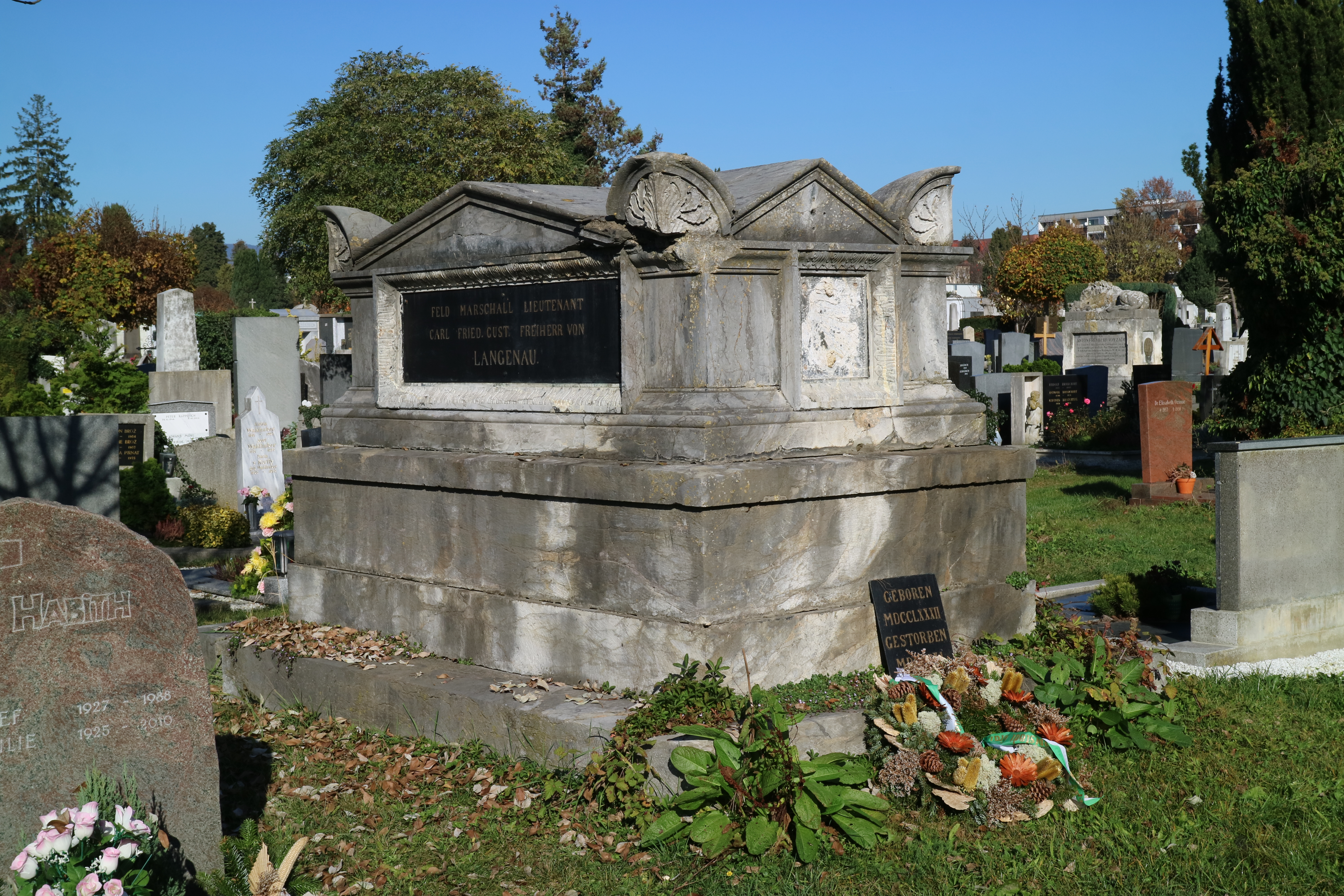
Grab auf dem Stadtfriedhof St. Peter

Der Freiherr wurde auf dem Grazer Stadtfriedhof St. Peter beigesetzt, wo ihm die dortige Garnison ein Grabdenkmal hatte setzen lassen.

## Auszeichnungen

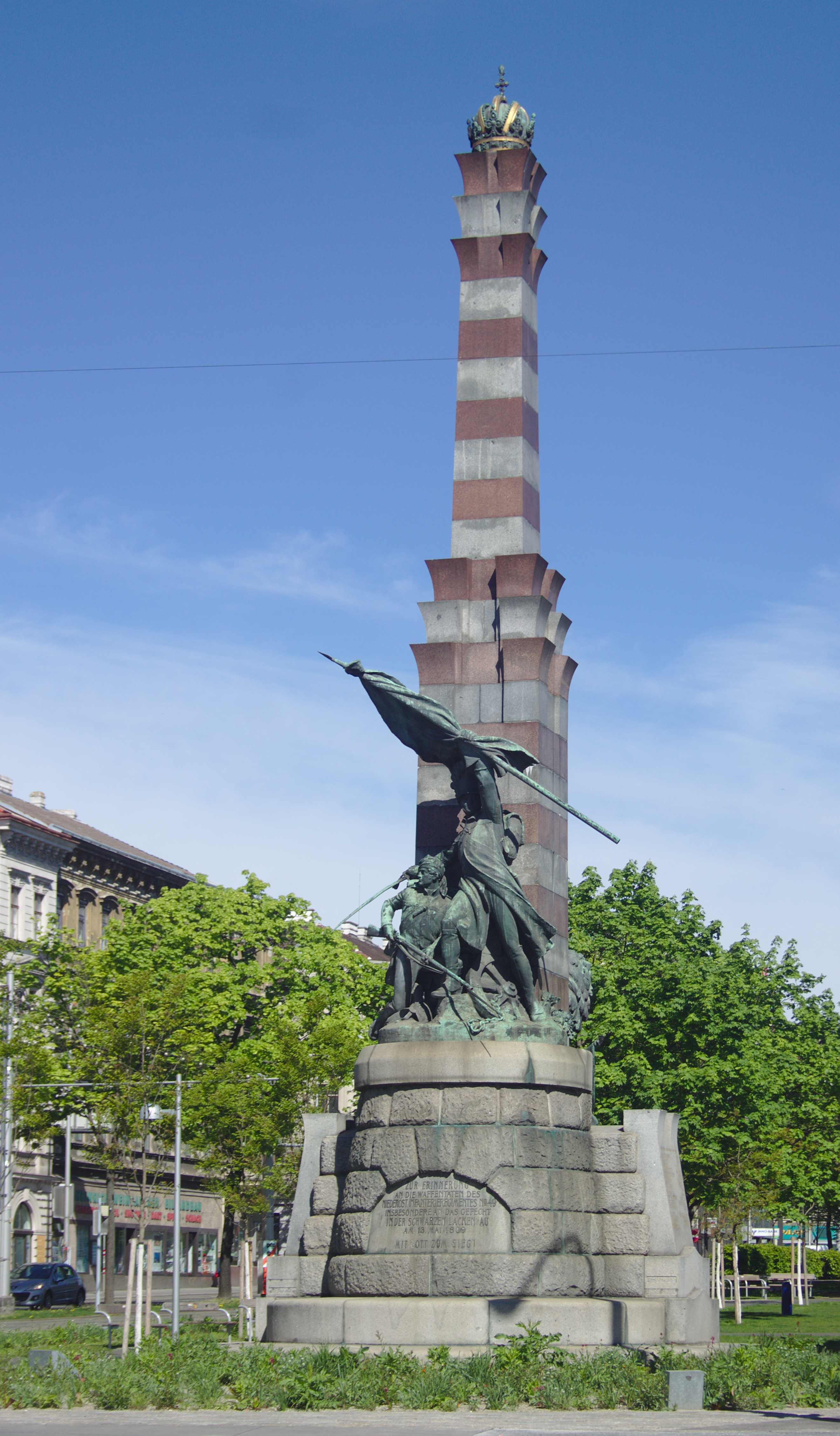
Denkmal für das Infanterie-Regiment Nr. 49

Der General wurde vielfach dekoriert, unter anderem mit:
- Ritter der Ehrenlegion, 1812
- Armeekreuz für 1813/14, 1814
- Militär-Maria-Theresia-Orden, 1815
- Kommandeur des französischen Militärverdienstordens, 1816
- Roter Adlerorden I. Klasse, 1824
- Großkreuz des Großherzoglich Hessischen Ludwigsordens, 1829

## Werke
- Der Krieg des Jahres 1813 historisch beleuchtet. Verlag Rehm, Wien 1814.
- Der teutsche Krieg im J. 1813 nach Österreichs Beitritte. 1. Teil: 1814. (anonym; die Verfasserschaft L.s erscheint aufgrund d. Hinweise im Bibliothekskatalog des Kriegsarchivs Wien gesichert).
- Sieh deutsches Volk, das war dein Bundestag : (Frankfurt 1823). Verlag Wienbrack, Leipzig 1848.